# تیم ملی بسکتبال سوریه
تیم ملی بسکتبال سوریه نماینده سوریه در مسابقات بین‌المللی بسکتبال است. این تیم بالاترین سطح بسکتبال در کشور سوریه نیز هست. این تیم از سال ۱۹۴۸ به فیبا پیوست.

## تاریخچه
بسکتبال در این کشور در سال ۱۹۴۸ایجاد شد و یکی از قدیمی ترین تیم های آسیا است ، اگرچه در اولین سال های حضور خود تنها موفق به شرکت در بازی های عرب شد.اولین حضور آنها در مسابقات قهرمانی آسیا ۱۹۹۹ در فوکوئوکا، ژاپن بود که در مکان هشتم ایستادند. بهترین مقام این تیم در مسابقات قهرمانی آسیا ۲۰۰۱ بود و در مکان چهارم ایستادند.